# Notiopsylla kerguelensis
Notiopsylla kerguelensis är en loppart som först beskrevs av Taschenberg 1880.  Notiopsylla kerguelensis ingår i släktet Notiopsylla och familjen Pygiopsyllidae.

## Underarter
Arten delas in i följande underarter:
- N. k. kerguelensis
- N. k. tenuata